# Сараи (Алтайский край)
Сараи - село в Павловском районе Алтайского края. Входит в состав муниципального образования Стуковский сельсовет.

## История
Село основано в 1881 году.

## География
Расстояние до краевого центра города - Барнаула 38 км.

## Население
| 1926 | 1997 | 1998 | 1999 | 2000 | 2001 |
| ---- | ---- | ---- | ---- | ---- | ---- |
| 1569 | ↘390 | ↗404 | ↗420 | ↘346 | ↗417 |
| 2002 | 2003 | 2004 | 2005 | 2006 | 2007 |
| ↗450 | ↗451 | ↘436 | ↗451 | ↗468 | ↘466 |
| 2008 | 2009 | 2010 | 2011 | 2012 | 2013 |
| ↘437 | ↘417 | ↘406 | →406 | ↘399 | ↗410 |

## Социальная сфера
В селе действуют предприятия малого бизнеса, предприятия по переработке сельхозпродукции.